# Wiedemannia bohemani
Wiedemannia bohemani är en tvåvingeart som först beskrevs av Zetterstedt 1838.  Wiedemannia bohemani ingår i släktet Wiedemannia och familjen dansflugor. Arten är reproducerande i Sverige. Inga underarter finns listade i Catalogue of Life.